# مسودة

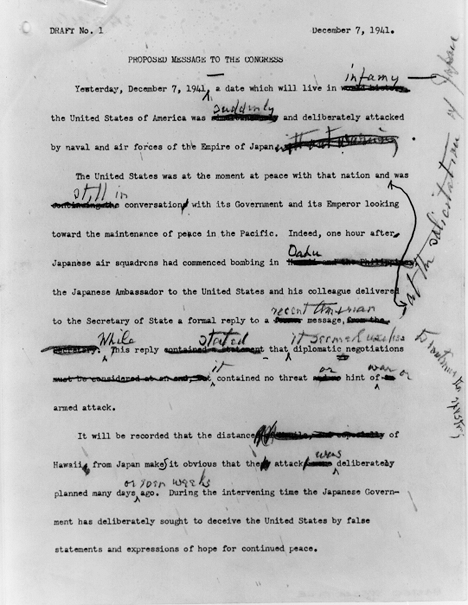
نموذج لمسودة عدّلها فرانكلين روزفلت لخطابه بعد يوم من قصف بيرل هاربر من قبل الإمبراطورية اليابانية

المُسَوَّدة تُكتب في المراحل الأولى من صياغة المكتوبات (مستند أو كتاب أو أطروحة أكاديمية إلخ)، هدفها تطوير محتوى المكتوب. وقد تشير كلمة مسودة إلى أي نسخة غير نهائية من المكتوب.
وفي تلك المرحلة يقوم الكاتب أو الكتاب بالآتي:
- جعل النص أكثر تماسكا.
- تنظيم الأفكار.
- توضيح المفاهيم.
- جعل الانتقال من فقرة إلى أخرى أكثر سلاسة.
- اكتشاف نقطة أو حجة محورية.
- تفصيل النقاط الأساسية.